# Боркарит
Боркарит (рос. боркарит; англ. borcarite; нім. Borcarit) — кислий борокарбонат кальцію і магнію.

## Загальний опис
Хімічна формула: CaMgH6[(BO3)4(CO3)2]. Склад у %: CaO — 41,31; MgO — 7,4; H2O — 10,27; B2O3 — 24,77; CO2 — 15,64. Домішки: FeO, Al2O3. Сингонія моноклінна. Утворює суцільні дрібнокристалічні виділення радіальнотичкуватої будови. Спайність досконала. Густина 2,77. Твердість 4. Колір зеленувато-блакитний, також безбарвний. Блиск скляний.
Знайдений на контакті доломітів з гранітоїдами в Сибіру.